# Georgische Heerstraße

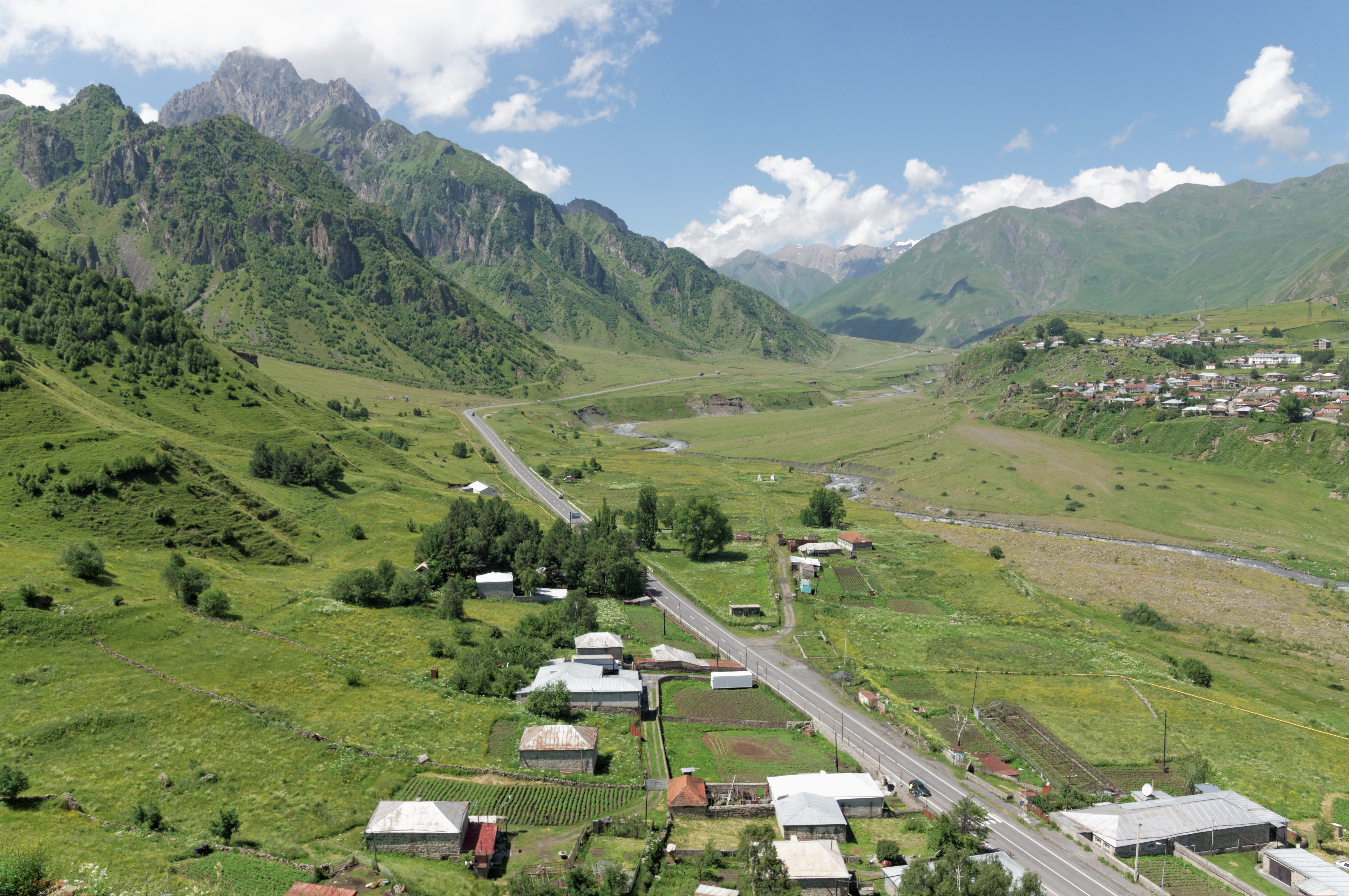
Die Georgische Heerstraße

Georgische Heerstraße (auch Grusinische Heerstraße; georgisch საქართველოს სამხედრო გზა/Sakartwelos samchedro gsa; russisch Военно-Грузинская дорога/Wojenno-Grusinskaja doroga) ist der historische Name einer Fernstraße im Großen Kaukasus. Sie ist 213 Kilometer lang und durchquert das Gebirge zwischen Russland und Georgien. Dabei erreicht sie eine Höhe von 2382 m. Sie spielte eine strategische Rolle bei der Entwicklung der transkaukasischen Beziehungen.

## Geschichte

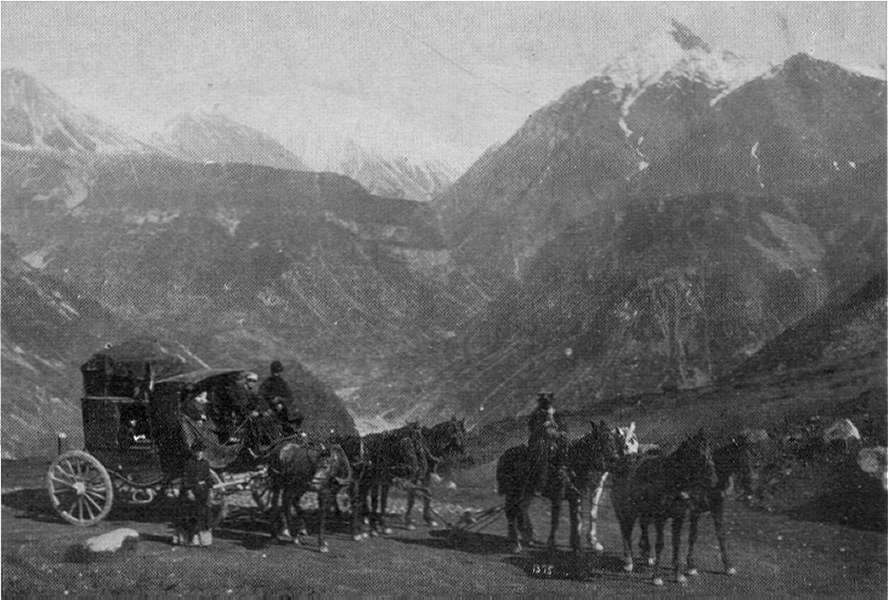
Die Georgische Heerstraße 1911

Die Heerstraße folgt einer Route, die von Soldaten und Händlern seit Jahrtausenden benutzt wurde. Der griechische Geograph Strabon beschrieb sie bereits im 1. Jahrhundert. Der Weg war zunächst ungepflastert und wurde damals Weg über den Darielpass genannt. Die russische Armee baute ihn während des 5. Russischen Türkenkrieges (1768 bis 1774) für den Transport ihrer Truppen zu einer Straße aus. Unter dem Kommando von General Gottlob Heinrich von Tottleben wurden der Weg verbreitert, Trassierungen im Gebirge vorgenommen und Brücken errichtet.
1799 wurde die ausgebaute Georgische Heerstraße der Öffentlichkeit übergeben. 1827 zog General Alexei Jermolow gegen Tschetschenen zu Felde, die wiederholt Reisende ausraubten. Anschließend sicherte die russische Verwaltung die Heerstraße mit Kosaken. Ihnen wurden in regelmäßigen Abständen kleine Wohn- und Wachhäuschen an der Straße errichtet.
Bis 1863 wurde der Straßenbelag verbessert. Eine Postkutschlinie befuhr die Heerstraße täglich in beiden Richtungen. Die Wagen wurden von sechs bis acht Pferden gezogen, die Tiere an verschiedenen Stationen ausgewechselt. Ab 1900 übernahmen Autos schrittweise die Funktion der Kutschen.
Im Zweiten Weltkrieg versuchte die 1. Panzerarmee der deutschen Wehrmacht im Herbst 1942, die Straße, über die Nachschub für die sowjetischen Truppen nördlich des Kaukasus transportiert wurde, zu sperren oder selbst darüber nach Süden in Richtung Georgien vorzudringen. Der Angriff blieb jedoch im Dezember 1942 vor Wladikawkas stecken, ohne dass die Straße erreicht wurde.
Die Schriftsteller Alexander Sergejewitsch Puschkin, Michail Lermontow, Alexandre Dumas und Knut Hamsun haben die Heerstraße bereist und in Erzählungen verewigt.

## Straßenführung und Sehenswürdigkeiten

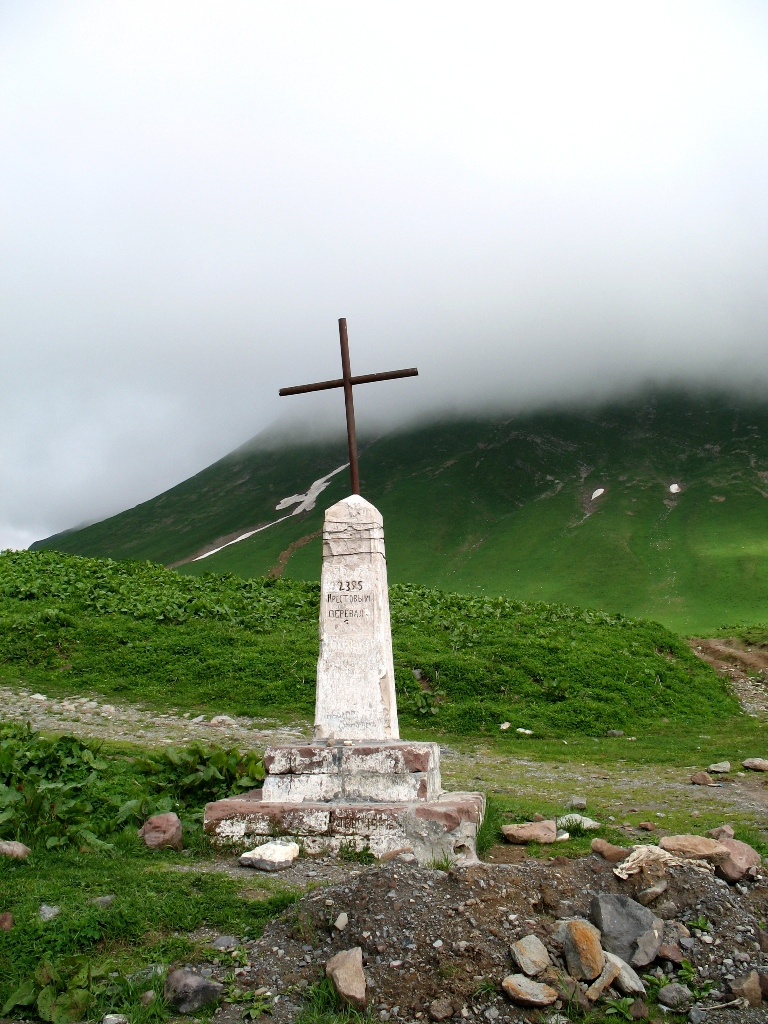
Am Kreuzpass

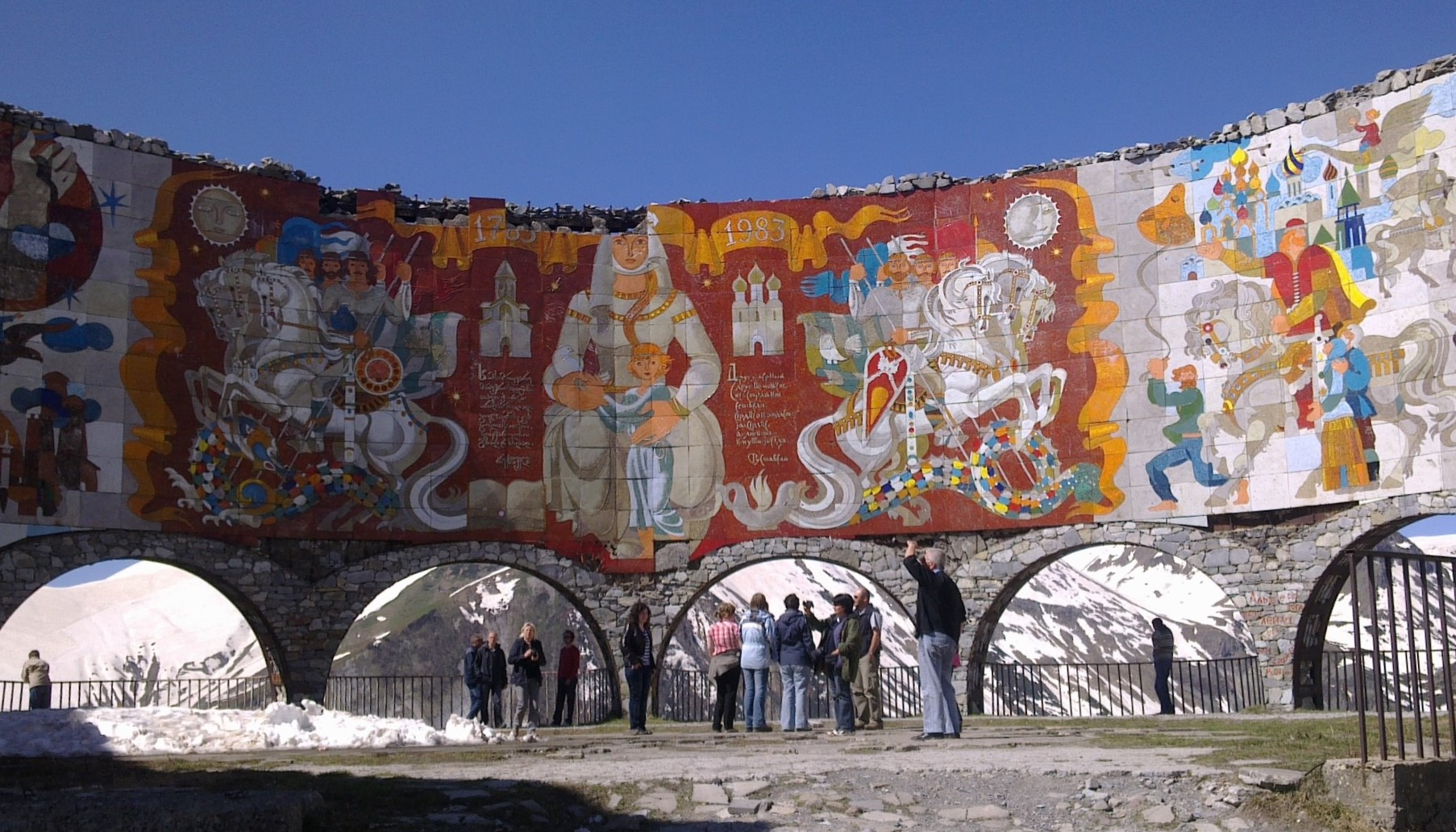
Denkmal der Georgisch-Russischen Freundschaft oberhalb Gudauri

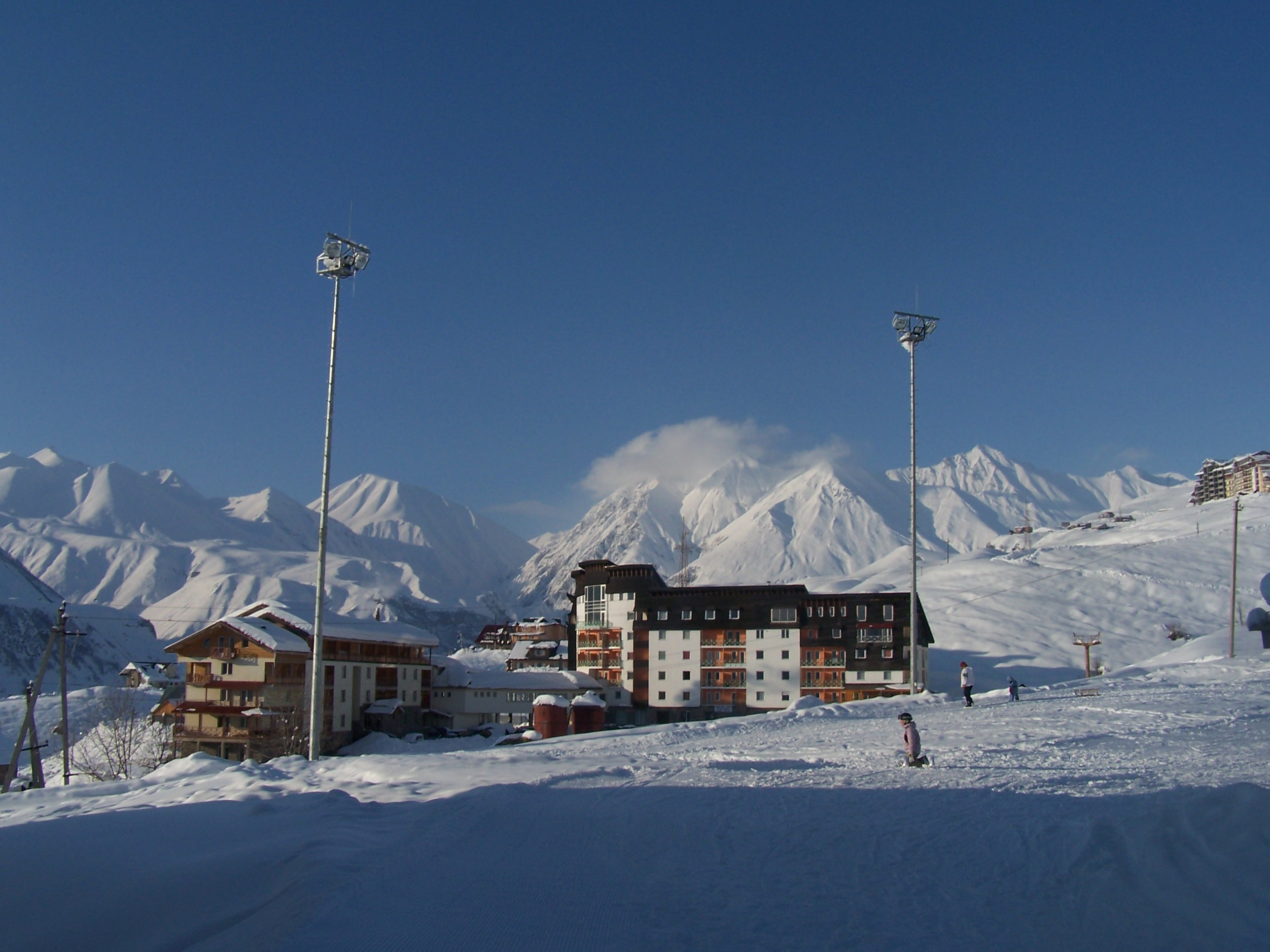
Wintersportort Gudauri

Die Heerstraße verbindet Wladikawkas im russischen Nordossetien-Alanien mit Tiflis in Georgien. Auf russischer Seite trägt sie die Bezeichnung 161, auf georgischer Seite Fernstraße S-3. Sie ist Teil der Europastraße 117.
Die Straße führt von Wladikawkas durch das Terek-Tal hinauf über die russisch-georgische Grenze durch die Darielschlucht (auch Darielpass genannt) mit der Festung Darialskoje. Im Ort Stepanzminda befindet sich über dem Tal die Gergetier Dreifaltigkeitskirche. Die Straße führt weiter südöstlich vorbei am Berg Kasbek (5054 m, ältere Angaben meist 5047 m oder 5033 m). Beim Dorf Almassiani wendet sich die Straße in die Schlucht des rechten Terek-Nebenflusses Baidarka. An deren südlichem Ende überwindet sie den auf diesem Abschnitt den Mtiuleti-Kamm genannten Hauptkamm des Großen Kaukasus am Kreuzpass (georgisch Dschwaripass; russisch Крестовый перевал, Krestowy perewal, alt auch Krestowaja Gora; 2379 m, andere Angaben zwischen 2382 und 2395 m).
Die Straße führt von da an wieder abwärts vorbei am Denkmal der Georgisch-Russischen Freundschaft zur ehemaligen Poststation Gudauri. Unweit der früheren Poststation errichteten 1988 österreichische und schwedische Investoren auf 2196 m Höhe ein Vier-Sterne-Ski- und Sporthotel mit Tennishalle und Skiliften. Die Station beherbergt auch Hütten von Skiverbänden und hat sich einen Namen für Heliskiing gemacht.
Von Gudauri steigt die Heerstraße in Serpentinen hinab in das Tal des Weißen Aragwi oder Mtiuleti-Aragwi (georgisch მთიულეთის არაგვი/Mtiuletis Aragwi). Sie folgt dem Fluss bis zu seiner Vereinigung mit dem Schwarzen oder Gudamaqri-Aragwi (georgisch გუდამაყრის არაგვი/Gudamaqris Aragwi) zum Aragwi bei Passanauri. Weiter am Fluss entlang führt sie an der Kirchenfestung Ananuri aus dem 17. Jahrhundert und am Schinwali-Stausee vorbei bis zur Mündung des Aragwi in die Kura bei Mzcheta mit der Swetizchoweli-Kathedrale und dem nahe gelegenen Dschwarikloster mit der Kreuzkirche aus dem 6. Jahrhundert.
In höheren Bereichen der Heerstraße liegt bis Ende Mai Schnee. Im Spätherbst und Winter kommt es oft zu Verschneiungen und Lawinenabgängen. Die Straße wird dann unpassierbar. Im Dezember 2005 blieben etwa 300 Menschen in 200 Kraftfahrzeugen nahe dem Kreuzpass im 2,5 m hohem Schnee stecken. Die Behörden brauchten vier Tage, um sie zu befreien. Zur Vorbeugung werden zeitweise Fahrverbote für große Busse, Fahrzeuge mit Anhängern und Lastkraftwagen erlassen. Im Mai und Juni kommt es zu Verkehrshindernissen durch den Auftrieb von Schafen auf die Bergweiden.

## Literatur

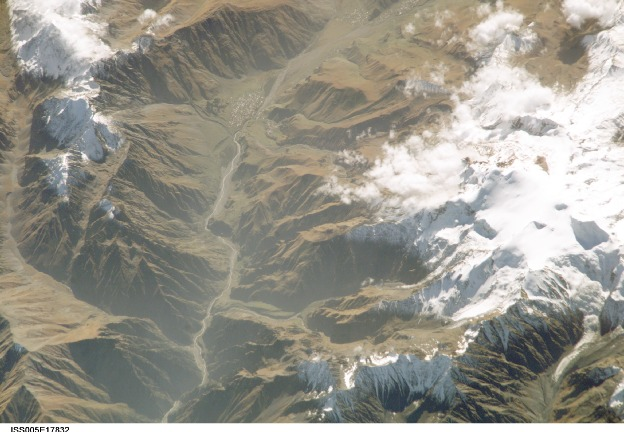
Die Georgische Heerstraße, Aufnahme der ISS, Blick von Nord nach Süden, zentral im Tal Stepanzminda